# Campeonato Asiático de Hóquei em Patins de 2023
O Campeonato Asiático de Hóquei em Patins é uma competição de Hóquei em Patins em que participam as seleções dos continentes da Ásia e Oceânia e que acontece de dois em dois anos. Esta competição é organizada pela World Skate Asia – Rink Hockey e World Skate Oceania – Rink Hockey. Este torneio qualifica para os Jogos Mundiais de Patinagem.
O Campeão da Ásia-Oceânia ocupa uma vaga na agora Intercontinental Championship  e cinco vagas na Challenger's Championship no Campeonato do Mundo de Hóquei em Patins Masculino de 2024 que se vai realizar em Novara Itália.

## Países Participantes
| China     | Macau         |
| Índia     | Taipé Chinesa |
| Japão     | Nova Zelândia |
| Austrália |               |
| --------- | ------------- |

## Fase Final
O Campeonato disputa-se a uma só volta todos contra todos.

| Time          | J | V | E | D | GP | GC  | SG   | Pts |
| ------------- | - | - | - | - | -- | --- | ---- | --- |
| Taipé Chinesa | 6 | 5 | 1 | 0 | 97 | 15  | +82  | 16  |
| Austrália     | 6 | 5 | 1 | 0 | 60 | 7   | +53  | 16  |
| Macau         | 6 | 4 | 0 | 2 | 54 | 34  | +20  | 12  |
| Índia         | 6 | 3 | 0 | 3 | 54 | 33  | +21  | 9   |
| Japão         | 6 | 2 | 0 | 4 | 27 | 38  | −11  | 6   |
| Nova Zelândia | 6 | 1 | 0 | 5 | 19 | 43  | −24  | 3   |
| China         | 6 | 0 | 0 | 6 | 3  | 154 | −151 | 0   |

|               | AUS | MAC | JPN | IND | TWN  | NZL  | CHN  |
| ------------- | --- | --- | --- | --- | ---- | ---- | ---- |
| Austrália     | –   | 8–1 | 7–1 | 8–1 | 4–4  | 8–0  | 25–0 |
| Macau         |     | –   | 6–4 | 8–7 | 3–14 | 9–1  | 27–0 |
| Japão         |     |     | –   | 1–6 | 2–8  | 6–1  | 13–0 |
| Índia         |     |     |     | –   | 2–14 | 6–1  | 32–1 |
| Taipé Chinesa |     |     |     |     | –    | 13–3 | 44–1 |
| Nova Zelândia |     |     |     |     |      | –    | 13–1 |
| China         |     |     |     |     |      |      | –    |

## Classificação Final
| Rank | Pais          | Qualificação          |
| ---- | ------------- | --------------------- |
|      | Taipé Chinesa | Taça Intercontinental |
|      | Austrália     | Taça Challenger       |
|      | Macau         | Taça Challenger       |
| 4º   | Índia         | Taça Challenger       |
| 5º   | Japão         | Taça Challenger       |
| 6º   | Nova Zelândia | Taça Challenger       |
| 7º   | China         | Taça Challenger       |

Resultados - 